# Metallfaser

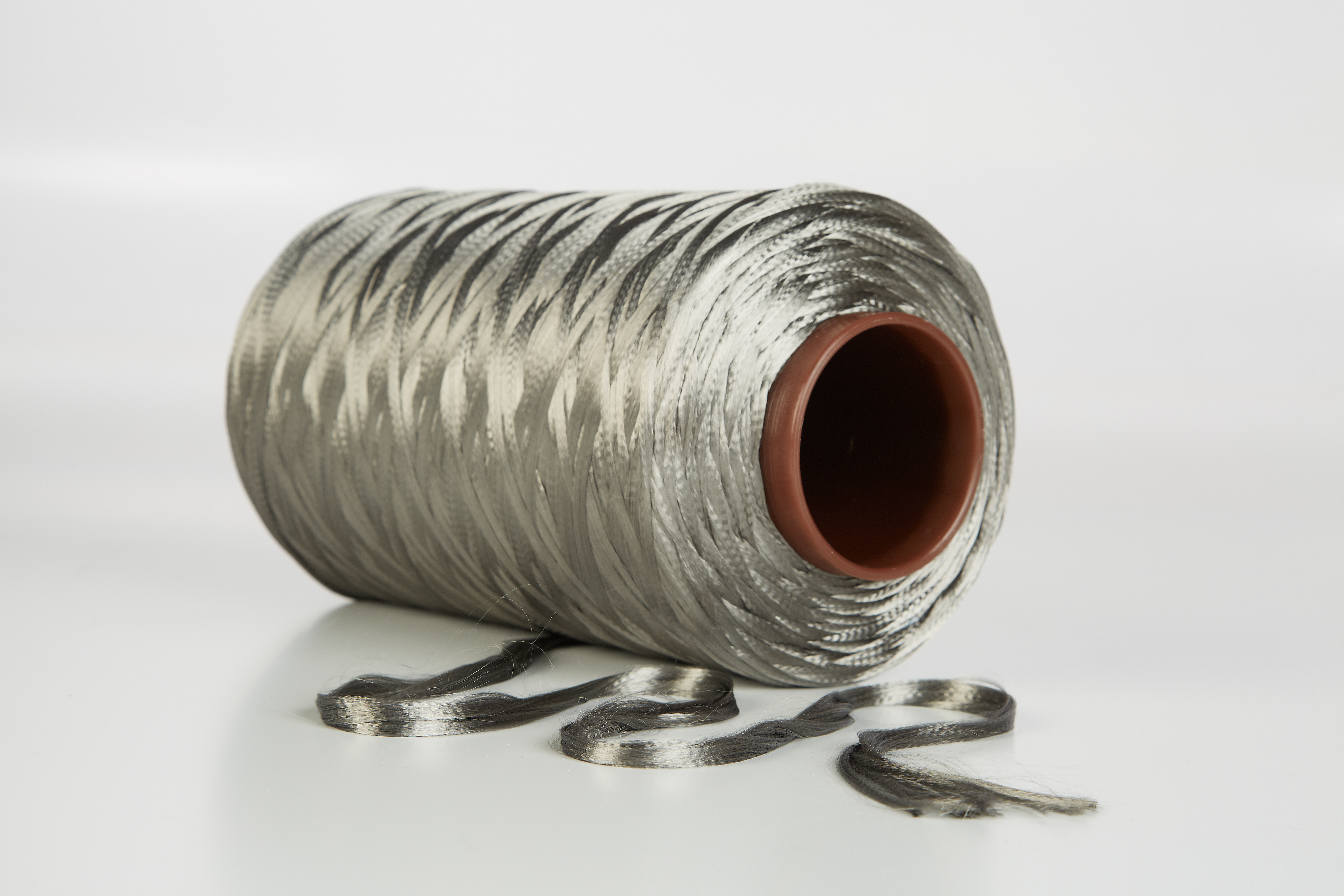
Bündelgezogene Edelstahlfaser

Metallfasern (MTF) sind Fasern, die aus Metall, Metalllegierungen, kunststoffbeschichtetem Metall, metallbeschichtetem Kunststoff oder einem vollständig mit Metall ummantelten Kern bestehen.
Metallfasern haben ihren Ursprung in der Bekleidungs- und Textiltechnik: Gold- und Silberfäden wurden schon früh verwebt oder für Stickereien eingesetzt. In jüngerer Zeit haben Garne aus Aluminium, aluminiumbeschichte Kunststoff- und Nylongarne den Platz von Gold und Silber eingenommen.
Heutzutage bietet die Metallfaserindustrie in erster Linie Fasern aus Edelstahl, Nickel, Titan, Kupfer und Aluminium für zahlreiche Anwendungen an. Metallfilamente können mit einer transparenten Beschichtung versehen werden, um ein Anlaufen weitestgehend zu verhindern.
Metallfasern können auch durch Scherprozesse mit Draht (Stahlwolle) oder Folie als Ausgangswerkstoff hergestellt werden, oder sie werden aus Drähten mit einem größeren Durchmesser bündelgezogen, aus einem Block gezogen, aus geschmolzenem Metall gegossen oder können als um eine Seele (Kernfaser, oftmals aus Kohlenstoff) gesponnene Mantelfasern ausgebildet sein.

## Geschichte

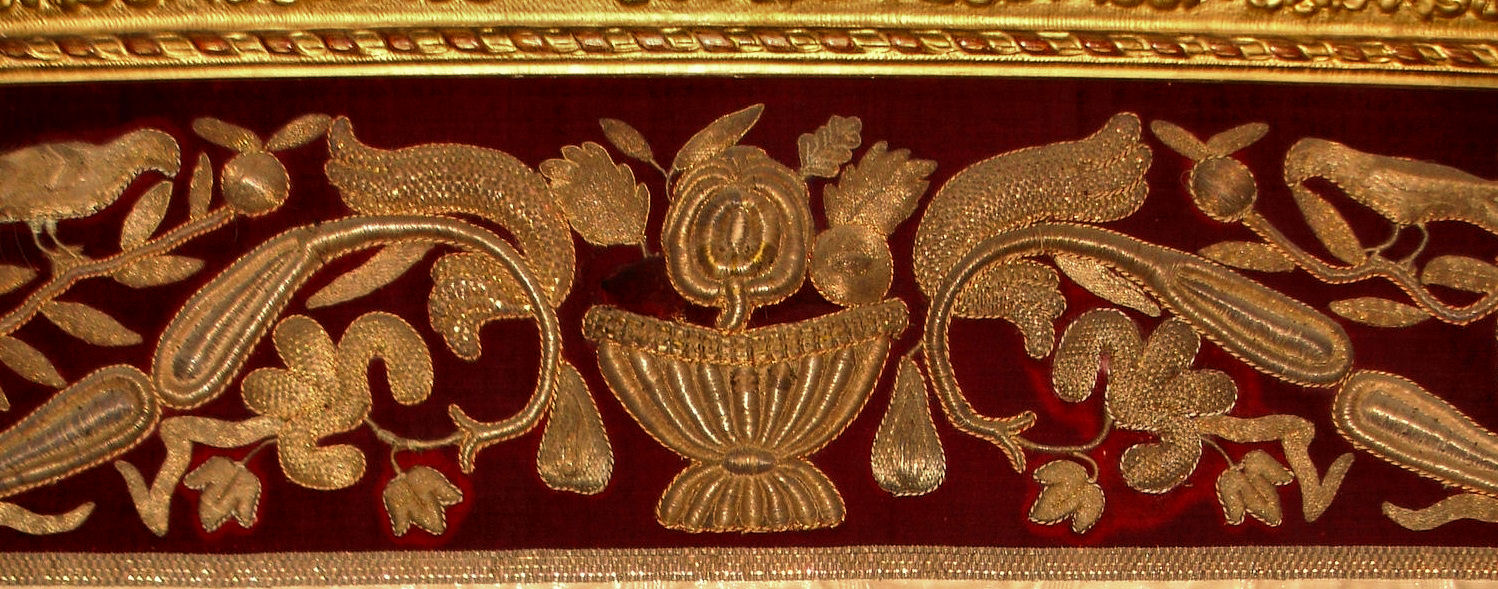
Goldstickerei auf einem Antependium (Gent, 1660).

Gold und Silber werden seit Urzeiten zur Verzierung der Bekleidung und Textilien von Königen, führenden und angesehenen Persönlichkeiten und des Adels eingesetzt. Viele dieser eleganten Textilien sind weltweit in Museen zu sehen. Historisch gesehen bestand ein metallischer Faden aus einem um einen Faserkern (Baumwolle oder Seide) gewickelten Metallstreifen, wobei oftmals darauf geachtet wurde, dass die Farbe des Faserkerns nach außen durchschimmerte, um der Verzierung eine bessere Optik zu verleihen. Antike Textilien und Bekleidung, die teilweise oder vollständig aus goldenen Fäden gewoben sind, werden manchmal als Goldstoff bezeichnet. Vom 7. bis 9. Jahrhundert wurden die Goldstoffe auf byzantinischen Webstühlen gewebt, anschließend dann auf Sizilien, auf Zypern, in Lucca und in Venedig. Die Weberei florierte auch im 12. Jahrhundert unter dem Einfluss des Vermächtnisses von Dschingis Khan, als die Kunst und der Handel unter mongolischer Herrschaft in China und einigen Gebieten im Nahen Osten aufblühten. An europäischen Herrscherhäusern der frühen Neuzeit waren Brokatstoffe weit verbreitet.
Die erste moderne Metallfaser wurde von dem Unternehmen Dobeckmum im Jahr 1946 hergestellt. In den frühen 1960er Jahren führte die Brunswick Corp. ein Forschungsprogramm zur Entwicklung eines wirtschaftlich rentablen Prozesses zur Herstellung von Metallfäden durch. Man begann zunächst mit der Produktion von Metallfäden auf einer Versuchsanlage im Labormaßstab. Bis 1964 stellte Brunswick feine Metallfasern mit einem Durchmesser von 1 μm aus Edelstahl (AISI 304) her. Die erste großtechnische Produktionsanlage mit Standort in den USA wurde dann im Jahr 1966 von Brunswick in Betrieb genommen. Heutzutage werden Metallfasern in großen Mengen hergestellt und in den verschiedensten Technologiebranchen eingesetzt. Es handelt sich hier um einen technisch ausgereiften Sektor mit einer Vielzahl von Anwendungen.
In der Vergangenheit wurde oft Aluminium als Ausgangswerkstoff für die Herstellung von Metallfasern verwendet. In jüngerer Zeit hat sich jedoch Edelstahl als der am häufigsten für Metallfasern verwendete Werkstoff durchgesetzt. Je nach Legierung verfügen die Metallfasern über Eigenschaften, die ihren Einsatz in High-Tech-Anwendung ermöglichen.

## Fasereigenschaften

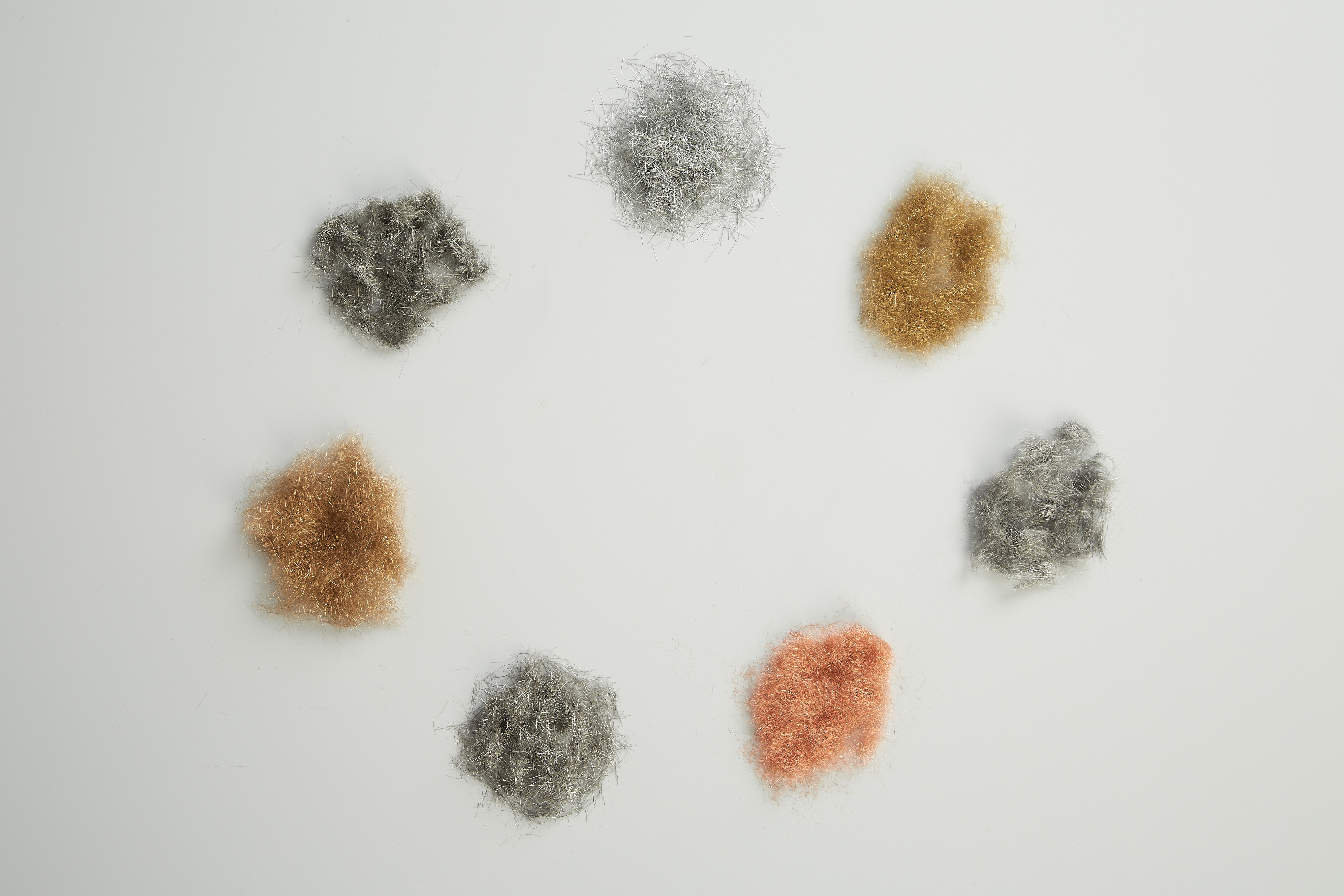
Maschinell bearbeitete Fasern aus verschiedenen Metallen und Legierungen

Metallfasern gibt es in verschiedenen Formen und Durchmessern. Im Allgemeinen werden Metallfasern mit Durchmessern von 100 μm bis zu 1 μm angeboten.
Metallfasern werden sowohl als lange Endlosfasern als auch als Kurzfasern (mit einem Verhältnis von Länge und Durchmesser von unter 100) hergestellt.
Verglichen mit anderen Faserarten wie Carbon-, Glas- oder Naturfasern haben Metallfasern einen geringen elektrischen Widerstand, sodass sie sich für alle Anwendungen eignen, bei denen eine elektrische Leitfähigkeit gefordert ist. Dank ihrer hervorragenden Wärmebeständigkeit können sie extremen Temperaturen standhalten. Ihre Korrosionsbeständigkeit wird durch die Verwendung von qualitativ hochwertigen Edelstahllegierungen oder anderen Metalllegierungen erreicht. Metallfasern bieten noch andere vorteilhafte mechanische Eigenschaften, wie beispielsweise eine hohe Bruchdehnung, Duktilität, Schlagfestigkeit, Feuerbeständigkeit und Schalldämpfung.
Gesinterte Metallfaserstrukturen und -produkte zeichnen sich durch eine hohe Porosität bei gleichbleibend stabiler und belastbarer Struktur aus. Diese Eigenschaften kommen der Funktion und Struktur von spezifischen Anwendungen wie Filter oder Elektroden zugute.
Durch eine Beschichtung der Metallfäden kann ein Anlaufen des Metalls (Oxidation) minimiert werden. Werden geeignete Klebstoffe und Folien verwendet, sind sie beständig gegen Salzwasser, gechlortes Wasser in Schwimmbädern oder Klimaeinflüsse. Falls keine Pflegekennzeichnung vorhanden ist, sollten alle Metallfaserprodukte nach Möglichkeit chemisch gereinigt werden. Bügeln kann besonders bei hohen Temperaturen problematisch sein, da die Fasern durch die entstehende Hitze schmelzen können.

## Herstellungsverfahren
Bei Metallen gibt es verschiedene Methoden der Faserherstellung.
Das gängigste Verfahren ist das sogenannte Bündelziehverfahren. Hierbei werden mehrere tausend Drähte gleichzeitig als Bündel gezogen, d. h. sie werden in einem sogenannten Verbunddraht gebündelt, der durch eine Ziehdüse gezogen wird, um seinen Durchmesser weiter zu verringern. Die äußere Ummantelung wird später in Säure aufgelöst und übrig bleiben die einzelnen endlosen Metallfasern. Der Verbunddraht wird so lange weiter gezogen, bis der gewünschte Durchmesser der einzelnen Filamente innerhalb des Bündels erreicht ist. Mit dem Bündelziehverfahren können Endlos-Metallfasern in Längen von bis zu mehreren Kilometern hergestellt werden. Naturgemäß ist der Querschnitt der mit diesem Verfahren hergestellten Fasern achteckig. Zur Herstellung von qualitativ hochwertigen Fasern kann diese Technologie verfeinert werden. Das Endergebnis sind sehr feine Fasern mit einer sehr geringen Durchmesserstreuung. Durch spezielle Weiterentwicklungen in den letzten Jahren kann diese Technologie nun zur Herstellung von Fasern mit einem Durchmesser von 200 nm und kleiner eingesetzt werden.
Beim Laminieren (Kaschieren) wird eine Aluminiumschicht zwischen zwei Folienbahnen aus Acetat oder Polyester versiegelt. Diese Fasern können dann für die Herstellung von Garnen längs in Streifen geschnitten und auf Spulen gewickelt werden. Das Metall kann gefärbt und mit einer transparenten Folie versiegelt werden, der Klebstoff kann eingefärbt sein oder die Folie kann vor dem Laminieren gefärbt werden. Es können viele verschiedene Farbtöne und Effekte bei Metallfasern realisiert werden, sodass viele verschiedene Designs möglich sind.
Mit der „Foil-shaving“-Technik (Fasern werden von einer Folie abgeschabt) sind Faserdurchmesser von bis zu 14 μm und ein eher rechteckiger Querschnitt möglich. Mit dieser Technik werden „halb endlose“ Faserbündel oder Stapelfasern hergestellt.
Durch die maschinelle Bearbeitung von massiven metallischen Ausgangsprodukten können halb endlose Bündel von Fasern mit einem Durchmesser von bis zu 10 μm hergestellt werden. Durch eine Optimierung des Fertigungsprozesses für Stapelfasern kann sowohl die Durchmesserstreuung für diese Art von Fasern verringert als auch ihre Geometrie verfeinert werden. Diese Technik ist aufgrund der erreichbaren kleinen Durchmesser und der relativ geringen Durchmesserstreuung im Vergleich zum Foil Shaving oder Schmelzspinnen einzigartig
Eine andere Möglichkeit zur Herstellung von Metallfasern ist die Metallisierung von Kunststofffolien. Dabei wird das Metall im Hochvakuum bis zum Verdampfen erhitzt und schlägt sich auf allen Oberflächen nieder. Mit diesem Verfahren werden dünnere, flexiblere, haltbarere und leichter zu verarbeitende Fasern hergestellt.
Metallfasern können auch durch Scherprozesse unter Einsatz von Draht als Ausgangswerkstoff hergestellt werden (Stahlwolle) oder aus geschmolzenem Metall gegossen oder als um eine Seele (Kernfaser, oftmals aus Kohlenstoff) gesponnene Mantelfasern ausgebildet sein.

## Arten von Metallfaserprodukten

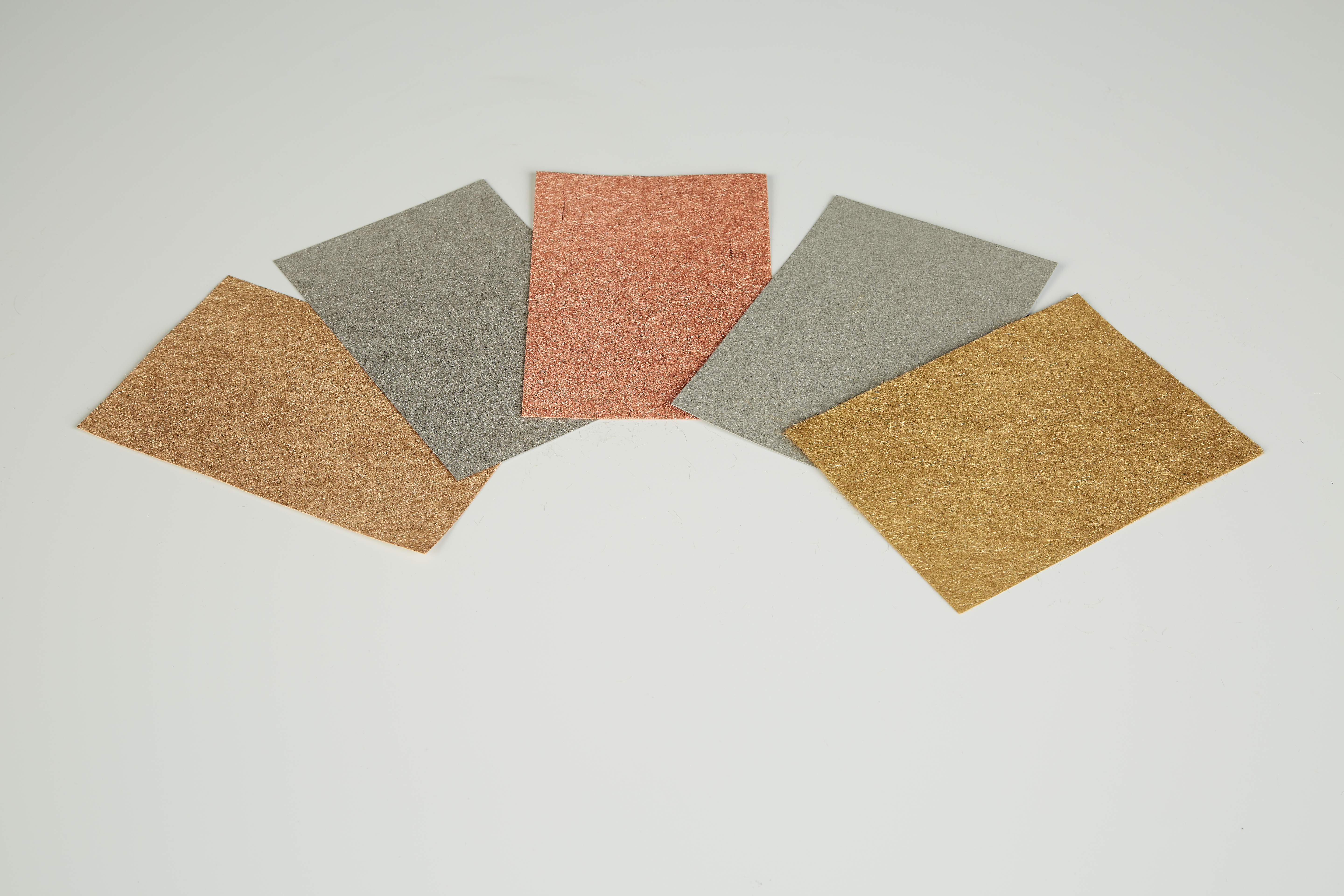
Gesinterte Metallfasern

### Gesinterte Medien
Metallfasern werden entweder zu einem Vlies oder zu gesinterten Faserstrukturen mit einem Faserdurchmesser von 1,5 bis 80 μm verarbeitet. Diese porösen Filtermedien werden wegen ihrer Einzigartigkeit in sehr anspruchsvollen Anwendungen eingesetzt. Der Vorteil, den ein Material mit einer überragenden Durchlässigkeit (Porosität von bis zum 90 % bei gesinterten Faserstrukturen und von bis zu 99 % für Vliesstrukturen) gepaart mit hoher Korrosions- und Temperaturbeständigkeit bietet, wird sehr geschätzt. Die gesinterte poröse Struktur verfügt über kein Bindemittel, da die einzelnen Fasern durch Diffusionsvorgänge fest miteinander verbunden wurden. Auch gesinterte 3D-Strukturen sind mittlerweile Standard. Einige der neuesten Entwicklungen betreffen Filtermedien, in denen metallische mit nichtmetallischen Fasern kombiniert werden und somit das Beste von „beiden Welten“ in sich vereinen.

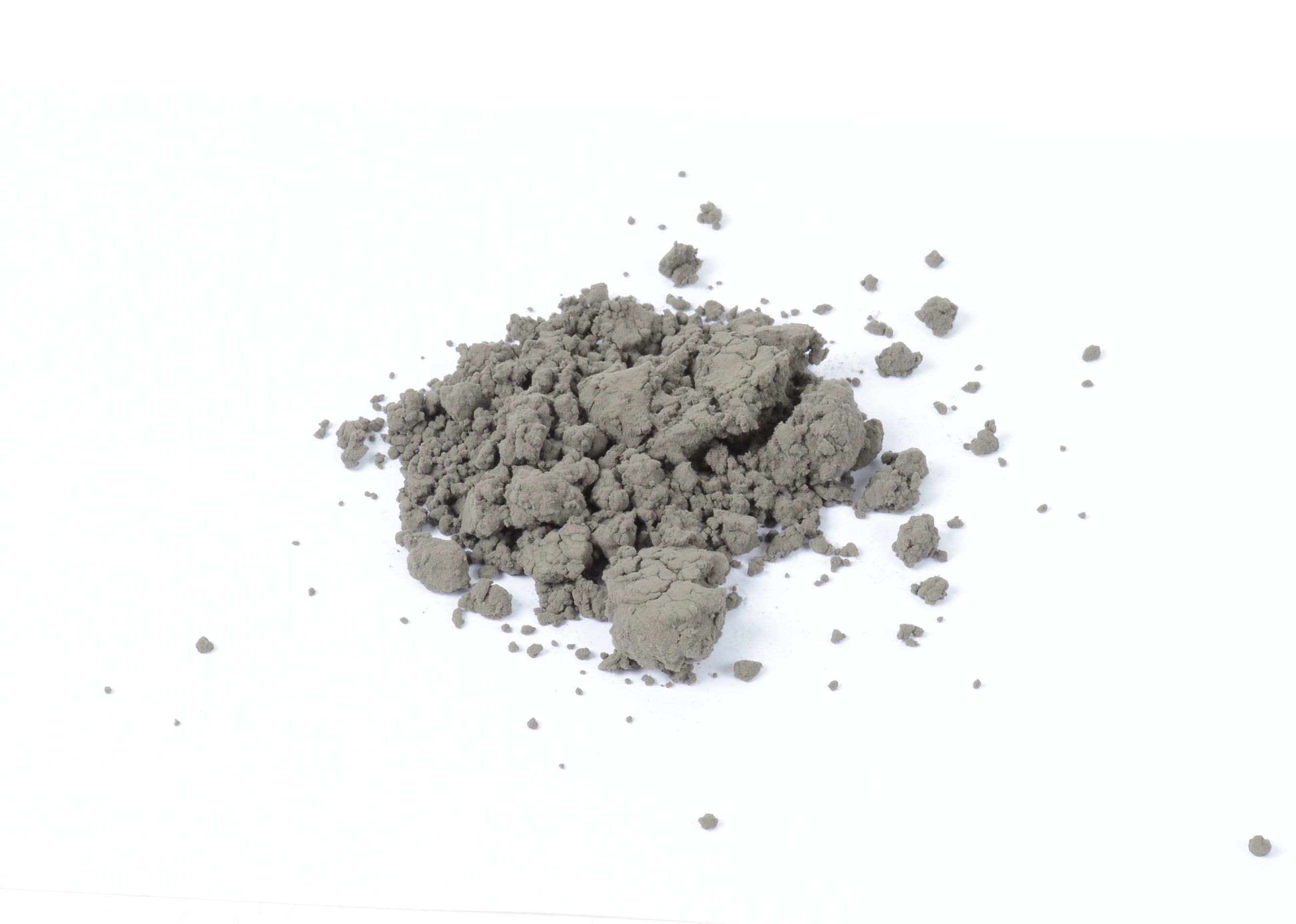
Kurze Metallfasern

### Kurzfasern
Ein speziell entwickeltes Verfahren ermöglicht die Herstellung von einzelnen, pulverartigen Metallfasern, die als Kurzfasern bezeichnet werden und ein Längen-Durchmesser-Verhältnis von 100 aufweisen. Diese Kurzfasern können allein oder in Kombination mit Metallpulvern für die Herstellung von gesinterten Filterstrukturen mit äußerst hoher Filtrationsleistung bei gleichzeitig einzigartiger Durchlässigkeit verwendet werden.

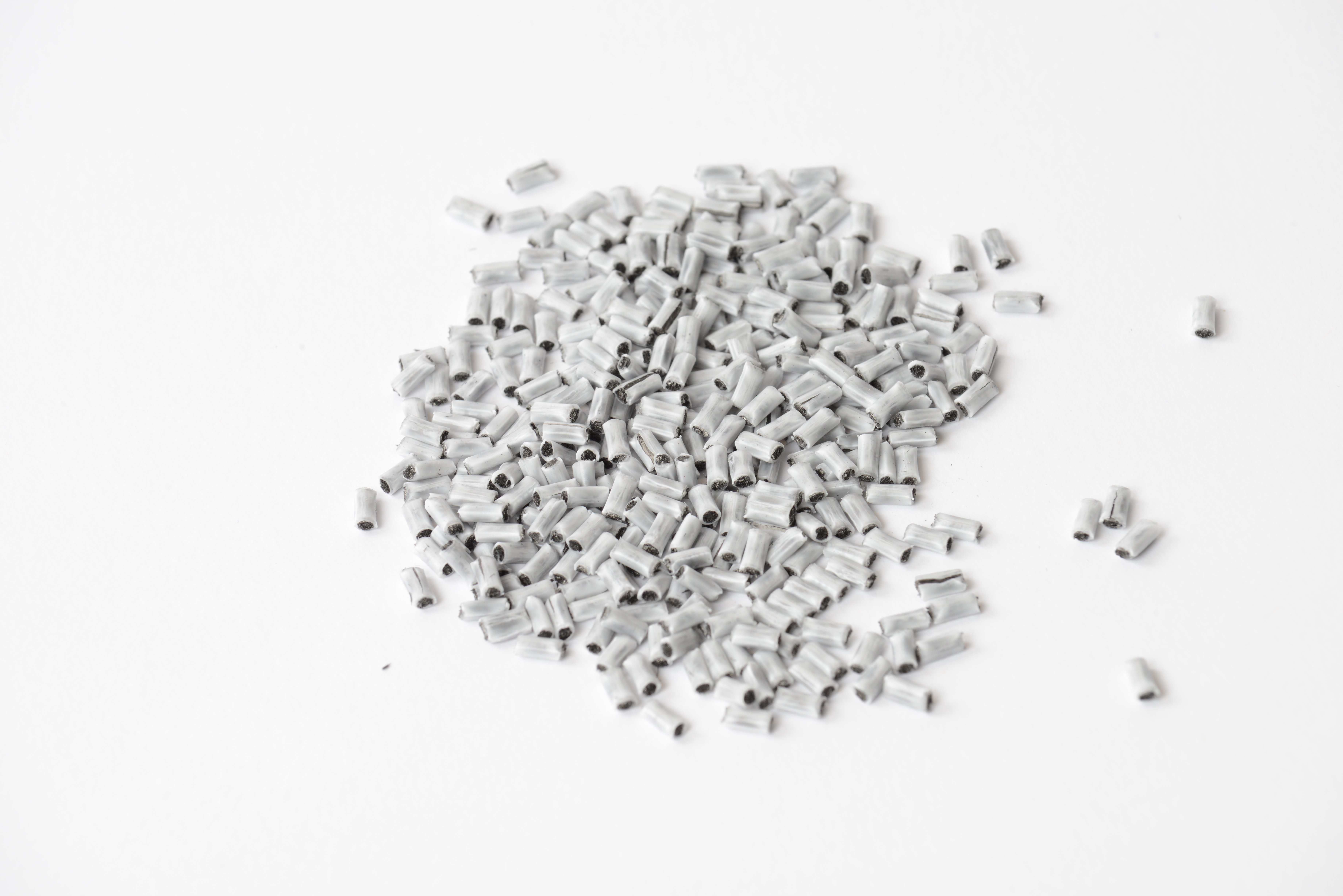
Metallfasern in Polymerpellets für Spritzgussanwendungen

### Polymerpellets
Andere Metallfaserprodukte sind Polymerpellets oder -granulate, die aus Metallfasern bestehen. Mehrere Faserbündel werden miteinander verklebt, wobei verschiedene Schlichten möglich sind und eine entsprechend geeignete Extrusionsbeschichtung erfolgt. Nachdem diese beschichteten Bündel in Pellets zerteilt wurden, können sie als Zusatzstoffe in der Produktion von technischen, leitfähigen/abschirmenden Kunststoffteilen mittels Spritzguss oder Extrusion eingesetzt werden. Der einzigartige Vorteil von Metallfasern besteht darin, dass mit einer relativ begrenzten Menge an leitfähigen Zusatzstoffen ein leitfähiger Verbund gebildet werden kann.

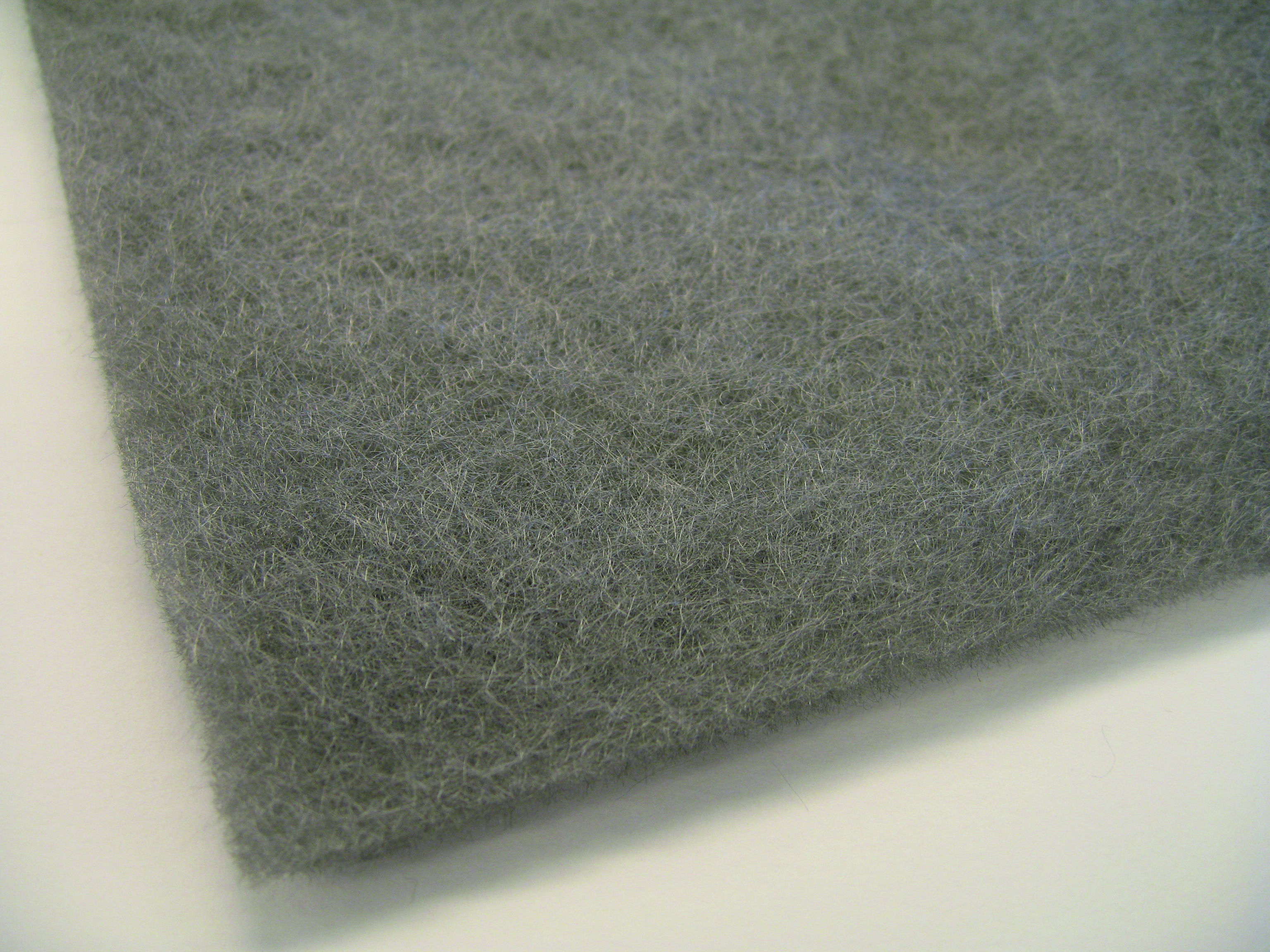
Metallfaservlies

### Vliesstoffe
Vliesstoffe oder Filze können ebenso wie mit herkömmlichen Textilfasern auch mit Metallfasern gefertigt werden. In sehr wenigen Fällen können die Fasern durch ein Vernadeln miteinander verschlungen und somit das Vlies verfestigt werden.

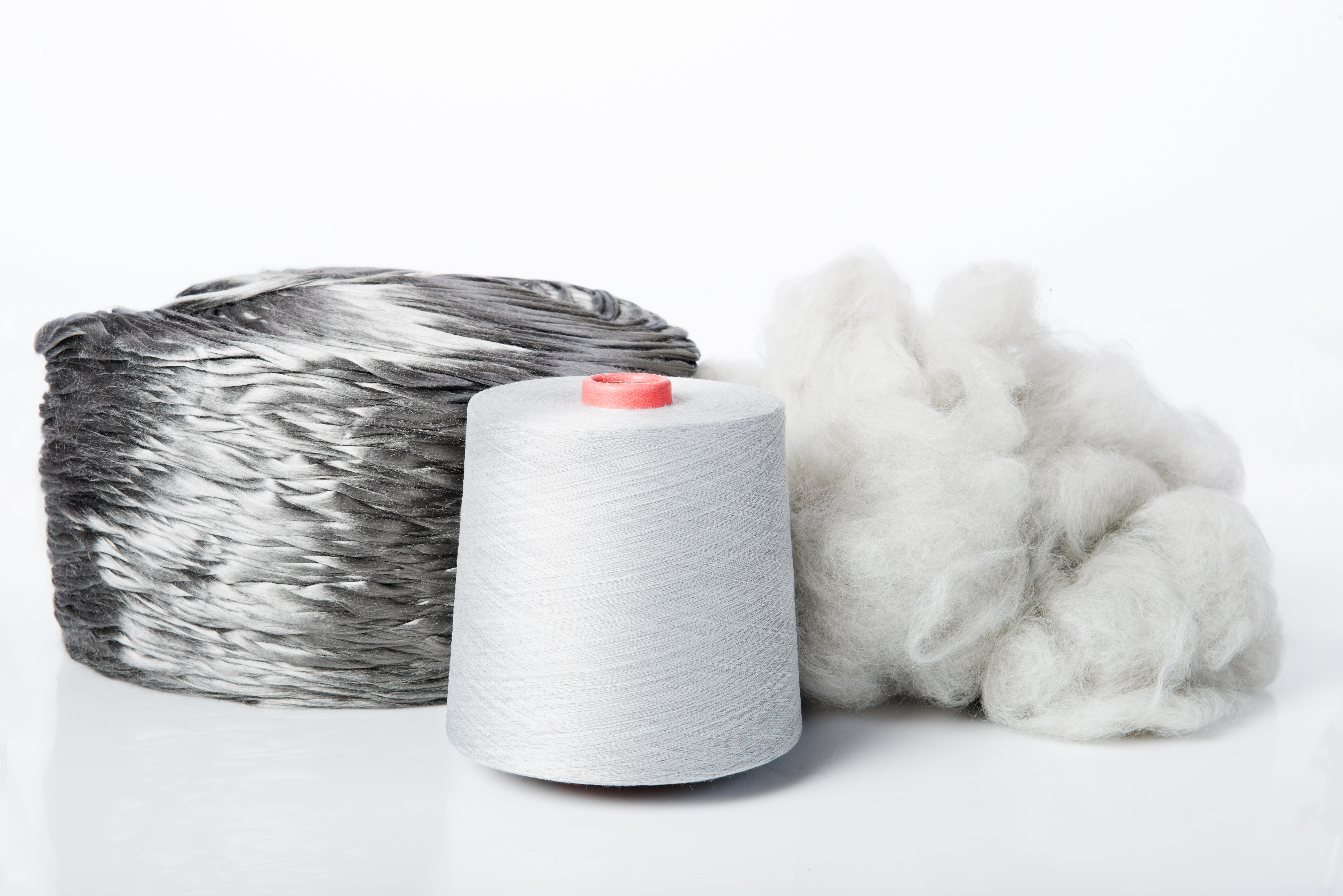
Metallfasergarne, kombiniert mit anderen Textilfasern

### Garne
Ein Bündel endloser Edelstahlfasern kann in textilen Spinnverfahren zu Garnen verarbeitet werden. Man unterscheidet zwischen Garn mit einem geringen Metallfaseranteil und Garn mit einem hohen Metallfaseranteil. Ersteres lässt sich bei einer Filamentanzahl von ungefähr 275 durch Verzwirnung des Bündels zu einem Filamentgarn verarbeiten. Faserbündel mit mehreren Tausend Fasern werden typischerweise zu gesponnenen Garnen weiterverarbeitet. Hierzu werden die Bündel zuerst gestreckt bzw. gedehnt und dann mit traditionellen Spinnverfahren zu einem Garn weiterverarbeitet. Das Ergebnis ist ein Garn, das zu 100 % aus Metallfasern besteht. Während des Spinnprozesses können die Kabel vermischt und auch Mischgarne hergestellt werden. Mischungen der Metallfasern mit Baumwolle, Polyester und Wolle sind möglich. Dementsprechend können Metallfasern durch textile Prozesse zu verschiedenen Textilprodukten weiterverarbeitet werden. Stricken (Rund- und Flachstricken sowie Kettenwirken) und Weben textiler Flächen sind ebenso möglich wie Flechten. Mischfaser-Textilien können durch die Kombination von Metallgarnen mit anderen Garnen oder durch die Verwendung von Garnen mit zweierlei Fasern, die also selbst schon ein Mischgarn sind, hergestellt werden.

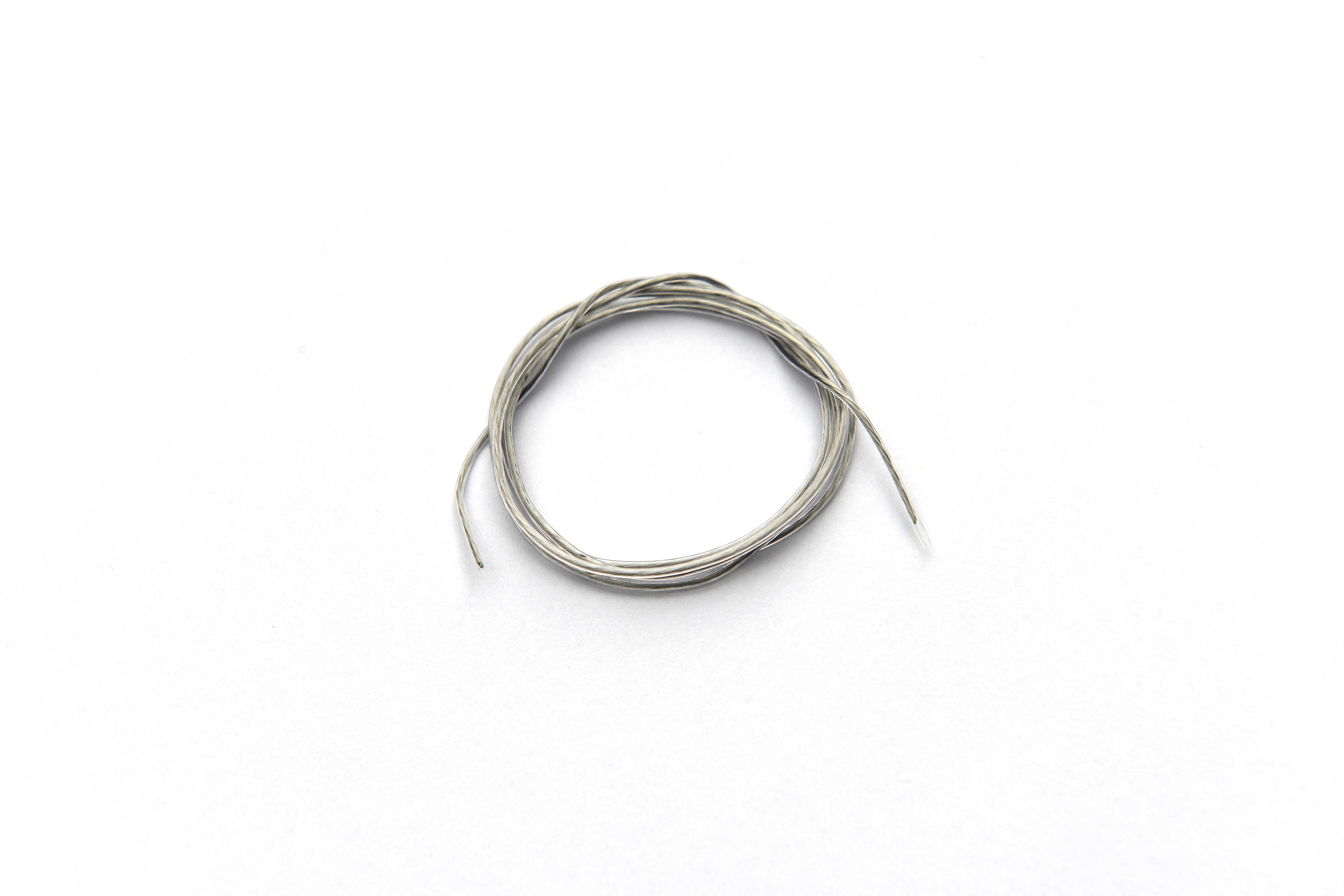
Zu sehr strapazierfähigen Elektrokabeln verarbeitete Metallfasern

### Elektrokabel
Zur Kabelherstellung werden zwei oder mehrere Filamente mehrmals verdrillt. Während dieses Prozesses werden die Torsion und die Geradheit der Kabel überwacht. Das Kabel kann für eine bestimmte Anwendung optimiert werden, indem Filamente miteinander kombiniert werden, die sich in Bezug auf Festigkeit, Durchmesser oder Anzahl der Drehungen unterscheiden, oder aber auch durch eine Vorformung.

### Faserverbundwerkstoffe
Metallfasern können als Bewehrungsfaser für Verbundwerkstoffe eingesetzt werden und führen in diesem Fall zu einem verbesserten Bruchverhalten bei einer Schlag-/Stoßbelastung und einer besseren elektrischen Leitfähigkeit. Die traditionell als Bewehrung eingesetzten Carbon- oder Glasfasern besitzen eine stark eingeschränkte Dehnfähigkeit, was zu einem spröden und explosiven Bruchverhalten führt. Metallfasern wirken dem perfekt entgegen: sie können wesentlich mehr Energie absorbieren, ehe sie brechen. Die Verarbeitung unterscheidet sich nicht von anderen Fasern, die zur Verstärkung in Verbundwerkstoffen eingesetzt werden. Es ist sogar möglich, Metallfasern mit anderen Fasern in einer „hybriden“ Verbundstruktur zu kombinieren, die alle Vorteile der einzelnen Werkstoffe Kohlenstoff, Glas und Stahl in sich vereint.

## Hersteller
Derzeit werden Metallfasern hauptsächlich in Europa hergestellt. Der größte und am stärksten integrierte Hersteller von Metallfasern weltweit ist der multinationale Konzern Bekaert mit Firmensitz in Belgien, der über Produktionsstätten in Europa, Asien und Amerika verfügt. In den USA gibt es noch drei Hersteller von Metallgarn. Die Metlon Corporation ist einer der noch verbliebenen Hersteller in den USA, der eine Vielzahl an laminierten und nicht-laminierten Metallgarnen auf Lager hält. Daneben stellt auch die Brightex Corporation (Japan) und Hwa Young (Südkorea) Metallfasern her. Auch in China werden Metallfasern gefertigt: in der Stadt Dongyang gibt es mehr als 100 Fabriken, auch wenn einige von diesen eher einheimische Produktionsstätten als herkömmliche Fabriken sind. Zwei der bekannteren Fabriken sind Salu Metallic Yarn und Aoqi Textile.

## Handelsmarken
Bekaert stellt Metallfasern und viele Folgeprodukte wie Endlosfasern, gesinterte Medien, Vliesstoffe, Polymerpellets, Flechtstrukturen, Gewebe, Kabel, Garne und Kurzfasern her. Etablierte Markennamen sind Bekipor, Beki-shield und Bekinox.
Das Unternehmen Lurex stellt in Europa seit mehr als fünfzig Jahren metallische Fasern her. Es produziert eine Vielzahl an Metallfaserprodukten, hierunter auch Metallfasern, die für Bekleidungsstoffe, Stickereien, Flechtwaren, Strickwaren, militärische Uniformen, Verzierungen, Kordeln und Schnüre verwendet werden. Die meisten Lurex-Fasern bestehen aus einem Metallbändchen, das auf eine Polyamidfolie aufkaschiert ist, wobei aber auch Folien aus Polyester und Viskose verwendet werden. Die Fasern werden außerdem mit einem Schmieröl auf Mineralbasis namens P.W. behandelt, damit sie sich leichter verwenden bzw. verarbeiten lassen.
Metlon Corporation ist ein Hersteller von metallischen Garnen in den Vereinigten Staaten, der seit mehr als sechzig Jahren Metallgarne fertigt. Die bei Metlon hergestellten Metallgarne bestehen aus in Längsstreifen geschnittenen Fasern, die mit Nylon umwickelt werden. Hierbei wird ein Ende des Nylonfadens im Uhrzeigersinn und das andere gegen den Uhrzeigersinn um das Metallgarn gewickelt. Das am häufigsten verwendete Nylonmaterial hat 15 oder 20 Denier, für Spezialzwecke werden aber auch Materialien mit höherer Denier-Zahl eingesetzt.

## Verwendung
Metallfasern werden in zahlreichen Branchen und Marktsegmenten eingesetzt.

### Automobilbau
Sinterteile auf Basis von Metallfasertechnik werden für Diesel- und Benzinpartikelfilter sowie Filter für die Kurbelgehäuseentlüftung verwendet.
Für Glasbiegeprozesse in der Automobilindustrie werden hitzebeständige Textilmaterialien aus Metallfasern gefertigt. Diese Metallfasergewebe schützen das Glas während des Biegeprozesses, der mit sehr hohen Temperaturen und Drücken verbunden ist.
Ebenso werden Metallfasern in Heizkabeln für Sitzheizungen, in Rohrleitungen für die selektive katalytische Reduktion und in Adblue-Tanks verwendet. Metallfaser-Heizkabel bieten eine extrem hohe Flexibilität und Beständigkeit im Vergleich zu einem Kupferdraht.

### Luft- und Raumfahrt
Metallfaserfilter werden für die Filterung der Hydraulikflüssigkeit in den Hydrauliksystemen von Flugzeugen eingesetzt. Im Vergleich zu Filtermedien aus Glasfaser zeigen Metallfasern eine hervorragende Haltbarkeit, da diese Fasern durch ein Sinterverfahren metallisch verbunden werden und kein Bindemittel verwendet werden muss.
Metallfasern, die durch Versintern zu porösen Bauteilen bzw. Blechen verarbeitet werden, werden in der Flugzeugkabine als schalldämpfende Elemente eingesetzt und verringern die Geräuschemissionen der Heizungs-, Lüftungs- und Klimaanlagen und der Hilfstriebwerke.

### Technische Textilien
Metallfasern können in Textilien als antistatische Fasern verwendet werden und in dieser Eigenschaft unter anderem in elektrisch isolierender Schutzkleidung oder antistatischen Big Bags verarbeitet werden.
Metallfasertextilien bieten nicht nur antistatische Eigenschaften, sondern auch eine abschirmende Wirkung gegen elektromagnetische Störungen (EMI).
Textilien aus Edelstahlfasern können mit elektrischem Strom erwärmt werden. Darüber hinaus können Edelstahlfasern auch für schnittfeste Kleidung (Handschuhe) verwendet werden. Man könnte sagen, dass sie die Kettenrüstung von heute sind.

### Energieerzeugung
Metallfaserfilter können bei sehr kleinen Porengrößen eine sehr hohe Porosität erreichen, wodurch sie sich für Schwebstofffilter (High Efficiency Particulate Air filter, HEPA) und Hochleistungs-Schwebstofffilter (Ultra Low Penetration Air filter, ULPA) eignen. Diese Filter werden unter anderem in Atomkraftwerken als Sicherheitsvorrichtung eingesetzt, um eine eventuelle Freisetzung von radioaktivem Dampf zu verhindern.

### Marine
Metallfaserfilter werden zur Reinigung von Schiffstreibstoff und Schmieröl eingesetzt.

### Andere Verwendung von Metallfasern
Ein anderer üblicher Anwendungsbereich von Metallfasern betrifft Polstergewebe und Bezugsstoffe, wie zum Beispiel Lamé und Brokat. Metallfasern werden vielfach auch in der Weberei und Stickerei eingesetzt. Heutzutage finden Metallfasern auch zunehmend in der Herstellung von Bekleidung Anwendung: von Party- und Abendmode über Sportmode für Vereine bis hin zu Kleidung für kaltes Wetter, Überlebensbekleidung und Alltagskleidung. Metallgarne werden zu vielen modischen Stoffen und Zierelementen verarbeitet (durch Weben, Flechten und Stricken). Für eine noch größere Vielfalt werden Metallgarne mit anderen Fasern wie Wolle, Nylon, Baumwolle und Synthetikfasern verzwirnt, um neue Effekte bei Bekleidung oder Zierelementen zu erzielen.
Edelstahlfasern und andere Metallfasern werden für Kommunikationsleitungen, wie Telefonleitungen und Leitungen für Kabelfernsehen, eingesetzt.
Edelstahlfasern werden auch in Teppichen verarbeitet. Sie werden als Beimischung zusammen mit anderen Fasern eingesetzt, sodass sie nicht zu erkennen sind. Durch ihre Verwendung wird die elektrische Leitfähigkeit der Teppiche erhöht und somit die statische Aufladung verringert. Diese Arten von Teppichen werden oft in Computerräumen benutzt, in denen eine wesentlich höhere Gefahr der statischen Aufladung besteht. Andere mögliche Anwendungsbereiche sind Reifencord, Raketenspitzen, Arbeitsbekleidung wie Schutzanzüge, Raumanzüge und schnittfeste Kleidung, beispielsweise Handschuhe für Metzger und andere Personen, die im Bereich von Schneidwerkzeugen oder anderen Maschinen mit Schnittgefahren arbeiten.
Metallfasern können als Bewehrung oder zur Erhöhung der elektrischen Leitfähigkeit in Faserverbundwerkstoffen eingesetzt werden.